# (9412) 1995 GZ8
1995 جي زد 8 (ويعرف أيضًا باسم (9412) 1995 جي زد 8 وفق تسمية الكوكب الصغير) (بالإنجليزية: 1995 GZ8)‏ هو كويكب ضمن حزام الكويكبات؛ وترتيبه 9412 من حيث الاكتشاف.
اكتُشف هذا الجُرم الفلكي بواسطة هيروشي كانيدا في 4 أبريل 1995.

## وصلات خارجية
- (9412) 1995 GZ8 في قاعدة بيانات مختبر الدفع النفاث لأجرام النظام الشمسي الصغيرة

- الاكتشاف · مخطط المدار ·  العناصر المدارية · المعلمات المادية

- (9412) 1995 GZ8 على موقع ويكي سكاي: DSS2, SDSS, GALEX, IRAS, Hydrogen α, X-Ray, Astrophoto, Sky Map, Articles and images